# 8040 Utsumikazuhiko
8040 Utsumikazuhiko è un asteroide della fascia principale. Scoperto nel 1993, presenta un'orbita caratterizzata da un semiasse maggiore pari a 2,5474266 UA e da un'eccentricità di 0,1732274, inclinata di 5,88678° rispetto all'eclittica.